# Lusö gyl
Lusö gyl är en sjö i Osby kommun i Skåne och ingår i Skräbeåns huvudavrinningsområde.